# 澤罵斯
澤罵斯（排灣語：Cemas/Tsemas）是指排灣群神話當中，對於低階神祇（精靈）或鬼靈的總稱。

## 敘述
澤罵斯的意思為「靈（Cemas）」，泛指著未擁有神格化的所有靈，如自然體的精靈或祖先的靈魂:32，並細分為具有善與惡、有神力與無神力的區隔，其中善良而雄偉者為祭祀的對象，是謂「善神/善靈」，反之則為「惡神/邪靈（Gemaraj）」，但族人主要祭祀善良且有神力的神祇，通常澤罵斯都被視為是神靈遣降到居間的型態:271。

## 迷思
現今的部分學者如許功明、吳燕和等人，會以「澤罵斯」來統稱排灣族的所有神祇，但這是錯誤的觀念。
事實上，以澤罵斯來稱呼排灣族眾神此一事，應始於臺灣日本時代。在當時日本政府對於排灣族人實施室內葬極度反對，因此除了強制推行室外葬之外，更企圖從排灣族人的神靈觀做徹底改變，故而汙名化了低階以上的諸神。西方宗教傳入排灣族之後，更以此一詞翻譯聖經:32。